# 男子第49回・女子第44回全日本学生バスケットボール選手権大会
男子第49回・女子第44回 全日本学生バスケットボール選手権大会（だんしだい49かい・じょしだい44かい ぜんにほんがくせいバスケットボールせんしゅけんたいかい）は、1997年11月23日から30日まで8日間にわたって国立代々木競技場第二体育館などで行われた全日本学生バスケットボール選手権大会。

## 会場
- 代々木第二体育館
- 駒沢体育館
- 青山学院記念館

## 出場校

### 男子
北海道・東北
- 北海道1位 札幌大学（12年連続25回目）
- 北海道2位 道都大学（2年ぶり10回目）
- 東北1位 仙台大学（4年ぶり3回目）
- 東北2位 東北学院大学（4年連続35回目）

関東
- 関東1位 日本体育大学（41年連続41回目）
- 関東2位 中央大学（21年連続42回目）
- 関東3位 青山学院大学（15年連続21回目）
- 関東4位 拓殖大学（27年連続27回目）
- 関東5位 日本大学（46年連続46回目）
- 関東6位 専修大学（13年連続32回目）
- 関東7位 筑波大学（49年連続49回目）
- 関東8位 明治大学（4年連続44回目）
- 関東9位 大東文化大学（2年連続7回目）
- 関東10位 順天堂大学（16年連続19回目）
- 関東11位 関東学院大学（3年連続8回目）
- 関東12位 早稲田大学（2年ぶり43回目）

北信越・東海
- 北信越1位 信州大学（2年連続3回目）
- 北信越2位 新潟工業短期大学（初出場）
- 東海1位 愛知学泉大学（10年連続10回目）
- 東海2位 中京大学（3年連続36回目）
- 東海3位 愛知大学（3年ぶり11回目）

近畿
- 関西1位 京都産業大学（27年連続27回目）
- 関西2位 同志社大学（46年連続48回目）
- 関西3位 近畿大学（19年連続37回目）
- 関西4位 天理大学（9年ぶり8回目）
- 関西5位 大阪商業大学（2年連続35回目）

中国・四国
- 中国1位 広島経済大学（2年ぶり2回目）
- 中国2位 島根大学（2年連続13回目）
- 四国1位 高知大学（2年連続10回目）

九州
- 九州1位 福岡大学（7年連続38回目）
- 九州2位 鹿屋体育大学（2年ぶり6回目）
- 九州3位 九州国際大学（2年連続4回目）

### 女子
北海道・東北
- 北海道1位 酪農学園大学（初出場）
- 北海道2位 北海道教育大学旭川校（2年ぶり2回目）
- 東北1位 東北学院大学（9年連続16回目）
- 東北2位 山形大学（6年ぶり18回目）

関東
- 関東1位 日本体育大学（43年連続43回目）
- 関東2位 筑波大学（43年連続43回目）
- 関東3位 専修大学（14年連続14回目）
- 関東4位 日本女子体育大学（43年連続43回目）
- 関東5位 東京学芸大学（5年連続25回目）
- 関東6位 青山学院大学（13年連続34回目）
- 関東7位 東京女子体育大学（10年連続25回目）
- 関東8位 白鷗大学（2年連続2回目）
- 関東9位 早稲田大学（7年連続9回目）

北信越
- 北信越1位 長野経済短期大学（2年連続2回目）
- 北信越2位 新潟大学（2年ぶり13回目）

東海
- 東海1位 愛知学泉大学（17年連続40回目）
- 東海2位 豊田短期大学（2年ぶり3回目）
- 東海3位 静岡大学（2年連続3回目）
- 東海4位 愛知大学（2年連続2回目）

近畿
- 関西1位 大阪体育大学（28年連続28回目）
- 関西2位 樟蔭東女子短期大学（22年連続22回目）
- 関西3位 大阪薫英女子短期大学（21年連続21回目）
- 関西4位 立命館大学（3年連続3回目）
- 関西5位 武庫川女子大学（13年連続32回目）
- 関西6位 関西外国語大学（2年連続3回目）
- 関西7位 滋賀女子短期大学（5年ぶり2回目）

中国・四国
- 中国1位 徳山大学（6年連続7回目）
- 中国2位 広島大学（3年連続19回目）
- 四国1位 松山大学（2年ぶり8回目）

九州
- 九州1位 鹿屋体育大学（5年連続10回目）
- 九州2位 福岡教育大学（4年連続18回目）
- 九州3位 福岡大学（2年ぶり11回目）

## 試合結果

### 男子
1回戦
- 明治大 84 - 73 東北学院大
- 天理大 71 - 66 拓殖大
- 順天堂大 121 - 62 鹿屋体育大
- 中京大 97 - 70 福岡大
- 京都産業大 80 - 52 愛知大
- 大東文化大 100 - 56 九州国際大
- 筑波大 67 - 56 札幌大
- 青山学院大 65 - 37 高知大

- 同志社大 66 - 59 信州大
- 仙台大 140 - 79 道都大
- 専修大 67 - 65 大阪商業大
- 中央大 105 - 72 広島経済大
- 日本大 109 - 66 新潟工業短大
- 愛知学泉大 83 - 61 早稲田大
- 関東学院大 70 - 63 島根大
- 日本体育大 108 - 78 近畿大

2回戦
- 京都産業大 85 - 66 大東文化大
- 日本大 86 - 78 愛知学泉大
- 日本体育大 102 - 65 関東学院大
- 筑波大 77 - 72 青山学院大

- 明治大 61 - 45 天理大
- 中京大 70 - 69 順天堂大
- 仙台大 89 - 88 同志社大
- 中央大 84 - 62 専修大

3回戦
- 中京大 85 - 60 明治大
- 京都産業大 94 - 74 筑波大
- 中央大 117 - 83 仙台大
- 日本体育大 96 - 75 日本大

5～8位決定戦
- 日本大 67 - 59 筑波大
- 明治大 92 - 79 仙台大

7位決定戦
- 筑波大 90 - 83 仙台大

5位決定戦
- 日本大 101 - 65 明治大

決勝リーグ
| 順位 | チーム     | 日本体育大 | 京都産業大 | 中央大  | 中京大   | 勝敗   | 得点 | 失点 | 差  | 勝点 |
| ---- | ---------- | ---------- | ---------- | ------- | -------- | ------ | ---- | ---- | --- | ---- |
| 1    | 日本体育大 | -          | ○ 94-75    | ○ 83-60 | ◯ 111-72 | 3勝0敗 | 288  | 207  | +81 | 6    |
| 2    | 京都産業大 | ● 75-94    | -          | ○ 74-68 | ○ 72-68  | 2勝1敗 | 221  | 230  | -9  | 5    |
| 3    | 中央大     | ● 60-83    | ● 68-74    | -       | ◯ 82-74  | 1勝2敗 | 210  | 231  | -21 | 4    |
| 4    | 中京大     | ● 72-111   | ● 68-72    | ● 74-82 | -        | 0勝3敗 | 214  | 265  | -51 | 3    |

### 女子
1回戦
- 大阪薫英女子短大 89 - 57 徳山大
- 山形大 52 - 47 福岡教育大
- 武庫川女子大 75 - 61 愛知大
- 樟蔭東女子短大 66 - 44 東京女子体育大
- 大阪体育大 103 - 32 新潟大
- 鹿屋体育大 102 - 51 松山大
- 青山学院大 76 - 54 静岡大
- 筑波大 79 - 53 広島大

- 東北学院大 81 - 68 早稲田大
- 専修大 73 - 45 長野経済短大
- 豊田短大 79 - 57 滋賀女子短大
- 愛知学泉大 116 - 38 福岡大
- 白鷗大 61 - 56 立命館大
- 日本女子体育大 78 - 45 酪農学園大
- 東京学芸大 71 - 63 関西外国語大
- 日本体育大 118 - 52 北海道教育大旭川

2回戦
- 専修大 75 - 71 東北学院大
- 白鷗大 74 - 70 日本女子体育大
- 日本体育大 87 - 46 東京学芸大
- 大阪薫英女子短大 99 - 63 山形大

- 樟蔭東女子短大 56 - 45 武庫川女子大
- 筑波大 79 - 63 青山学院大
- 大阪体育大 65 - 58  鹿屋体育大
- 愛知学泉大 69 - 43 豊田短大

3回戦
- 樟蔭東女子短大 62 - 56 大阪薫英女子短大
- 筑波大 79 - 75 大阪体育大
- 日本体育大 100 - 64 白鷗大
- 愛知学泉大 84 - 54 専修大

5～8位決定戦
- 大阪薫英女子短大 57 - 51 大阪体育大
- 白鷗大 65 - 61 専修大

7位決定戦
- 大阪体育大 67 - 47 専修大

5位決定戦
- 大阪薫英女子短大 54 - 52 白鷗大

決勝リーグ
| 順位 | チーム         | 愛知学泉大 | 日本体育大 | 樟蔭東女子短大 | 筑波大  | 勝敗   | 得点 | 失点 | 差  | 勝点 |
| ---- | -------------- | ---------- | ---------- | -------------- | ------- | ------ | ---- | ---- | --- | ---- |
| 1    | 愛知学泉大     | -          | ○ 66-48    | ○ 60-57        | ◯ 85-71 | 3勝0敗 | 211  | 176  | +35 | 6    |
| 2    | 日本体育大     | ● 48-66    | -          | ○ 65-48        | ○ 67-50 | 2勝1敗 | 180  | 164  | +16 | 5    |
| 3    | 樟蔭東女子短大 | ● 57-60    | ● 48-65    | -              | ◯ 69-56 | 1勝2敗 | 174  | 181  | -7  | 4    |
| 4    | 筑波大         | ● 71-85    | ● 50-67    | ● 56-69        | -       | 0勝3敗 | 177  | 221  | -44 | 3    |

## 順位
| 順位   | 男子         | 男子          | 女子                 | 女子         |
| 順位   | 大学名       | 備考          | 大学名               | 備考         |
| ------ | ------------ | ------------- | -------------------- | ------------ |
| 優勝   | 日本体育大学 | 2年連続11回目 | 愛知学泉大学         | 2年連続9回目 |
| 準優勝 | 京都産業大学 |               | 日本体育大学         |              |
| 3位    | 中央大学     |               | 樟蔭東女子短期大学   |              |
| 4位    | 中京大学     |               | 筑波大学             |              |
| 5位    | 日本大学     |               | 大阪薫英女子短期大学 |              |
| 6位    | 明治大学     |               | 白鷗大学             |              |
| 7位    | 筑波大学     |               | 大阪体育大学         |              |
| 8位    | 仙台大学     |               | 専修大学             |              |

## 表彰
| タイトル       | 男子            | 男子                        | 男子  | 女子       | 女子                | 女子  |
| タイトル       | 選手名          | 所属                        | 備考  | 選手名     | 所属                | 備考  |
| -------------- | --------------- | --------------------------- | ----- | ---------- | ------------------- | ----- |
| 得点王         | 大野篤史 土田亨 | 日本体育大、2年 中京大、4年 | 67点  | 土橋里美   | 筑波大、3年         | 72点  |
| 3P王           | 土田亨          | 中京大、4年                 | 13本  | 安尾幸子   | 樟蔭東女子短大、2年 | 5本   |
| リバウンド王   | 篠原隆史        | 日本体育大、2年             | 47REB | 柴崎美奈   | 筑波大、4年         | 39REB |
| アシスト王     | 大野篤史        | 日本体育大、2年             | 15本  | 須田都古   | 愛知学泉大、2年     | 9本   |
| ディフェンス王 | 石坂秀一        | 中央大、3年                 |       | 石田佳子   | 日本体育大、4年     |       |
| 優秀選手       | 大野篤史        | 日本体育大、2年             |       | 船引かおり | 愛知学泉大、3年     |       |
| 優秀選手       | 村上和之        | 京都産業大、3年             |       | 吉富紀子   | 愛知学泉大、3年     |       |
| 優秀選手       | 石坂秀一        | 中央大、3年                 |       | 矢代直美   | 日本体育大、2年     |       |
| 優秀選手       | 土田亨          | 中京大、4年                 |       | 薮内夏美   | 樟蔭東女子短大、2年 |       |
| 敢闘賞         | 大門義守        | 京都産業大、4年             |       | 石田佳子   | 日本体育大、4年     |       |
| MVP            | 大江俊之        | 日本体育大、4年             |       | 須田都古   | 愛知学泉大、2年     |       |